# Convento de la Compañía de Jesús (Sanlúcar de Barrameda)
El Convento de la Compañía de Jesús de Sanlúcar de Barrameda, o Colegio de Jesuitas, fue un convento de la Compañía de Jesús situado en el municipio español de Sanlúcar de Barrameda, en la andaluza provincia de Cádiz. El lugar donde estaba forma parte del Conjunto histórico-artístico y de la Ciudad-convento de Sanlúcar de Barrameda.